# Grégoire de Montaner
Grégoire de Montaner est évêque de Lescar dans la seconde moitié du XIe siècle.

## Biographie
Après sa destruction par les Normands au IXe siècle, le diocèse de Beneharnum renaît au Xe siècle sous l'impulsion des ducs de Gascogne. Grégoire est nommé évêque de Lescar vers 1060, après un passage à Saint-Sever comme abbé. Il réorganise profondément le diocèse, lui permettant de retrouver son autonomie face à l'évêché de Gascogne. Grégoire participe au concile de Toulouse en 1066, ainsi qu'à la Reconquista contre les Maures d'Espagne. Grégoire meurt en 1072, laissant derrière lui d'unanimes regrets.